# Stepan Ossipowitsch Makarow

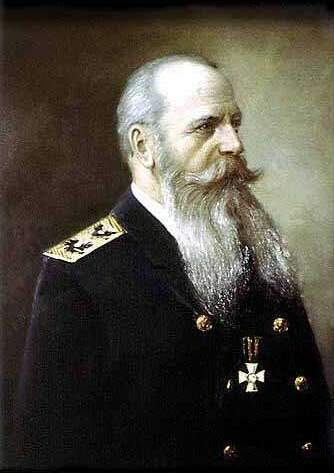
Stepan Ossipowitsch Makarow.

Stepan Ossipowitsch Makarow (russisch Степан Осипович Макаров, wiss. Transliteration Stepan Osipovič Makarov; * 27. Dezember 1848jul. / 8. Januar 1849greg. in Nikolajew; † 31. Märzjul. / 13. April 1904greg., gefallen vor Port Arthur im Russisch-Japanischen Krieg) war ein russischer Vizeadmiral, Ozeanograph, Polarforscher und Schriftsteller.

## Lebenslauf

### Frühe Jahre
Der Sohn des russischen Offiziers Ossip Fjodorowitsch Makarow zog als Neunjähriger mit seiner Familie nach Nikolajewsk am Amur. Dort trat er 1858 in die Marineschule ein, die junge Männer auf eine Laufbahn in der Handelsschifffahrt vorbereitete, und zeichnete sich durch außergewöhnliche Leistungen aus. Auf persönliche Empfehlung des Schulkommandanten, Admiral P. V. Kasekewitsch, wurde er 1863 als Kadett in das russische Pazifikgeschwader aufgenommen und unternahm erste Fahrten an Bord des Klippers Abrek. Von 1862 bis 1864 diente er auf der neuen Schraubenkorvette Bogatyr, die 1863 mit dem Geschwader des Konteradmirals Andrej Alexandrowitsch Popow San Francisco besuchte. 1864 kehrte er nach Nikolajewsk zurück und beendete seine Ausbildung. Von 1865 bis 1869 diente er an Bord mehrerer Kriegsschiffe im Fernen Osten und in der Ostsee. Der mittlerweile zum Fähnrich beförderte Makarow veröffentlichte ab 1870 auch erste Texte in Militärzeitschriften. Im Januar 1871 wurde er zum Leutnant befördert.

### Russisch-Türkischer Krieg
Nach seiner Versetzung zur Schwarzmeerflotte im Dezember 1876 erhielt er dort ein erstes eigenes Kommando über das Schiff Großfürst Konstantin. Während des Russisch-Türkischen Krieges (1877–1878) bestand sein Schiff diverse Gefechte und versenkte dabei mehrere türkische Kriegsschiffe. Bereits im Angesicht des nahenden Krieges hatte Makarow sich dafür eingesetzt, dass einige der russischen Kriegsschiffe mit der von Robert Whitehead neu entwickelten Torpedo-Waffe ausgerüstet wurden. Unter Makarows Kommando wurde schließlich am 26. Januar 1878 der weltweit erste erfolgreiche Angriff mit einem Torpedo durchgeführt. Makarow beschädigte dabei ein türkisches 2.000-Tonnen Schiff schwer. In Anerkennung seiner Leistungen wurde er während des Kriegs mit drei Orden ausgezeichnet und zweimal befördert. Durch seine Erfolge wurde er nicht nur innerhalb der russischen Flotte schnell bekannt und von der russischen Presse zum Helden stilisiert.

### Familienleben
Im Jahre 1878 starb sein Vater. Makarow selbst heiratete ein Jahr später seine Lebensgefährtin Kapitolina Nikolajewna Jakimowskaja. Aus der Ehe gingen drei Kinder hervor: die Töchter Olga (* 1882) und Alexandra (* 1886) sowie der Sohn Wadim (* 1892).

### Ozeanographische Forschungen
Auf Anregung des Generals Skobelew nahm Makarow 1881 an einer Expedition gegen die Tekinzen in Zentralasien teil. Zum Jahresende wurde Makarow nach Konstantinopel versetzt, wo er das Kommando über das Schiff Taman übernahm. Die schlechten Fahrteigenschaften des Schiffes veranlassten ihn zu einer Untersuchung der Strömungsgeschwindigkeiten im Bosporus. Die daraus resultierende wissenschaftliche Abhandlung über den „Wasseraustausch zwischen dem Schwarzen und dem Mittelmeer“ wurde von der russischen Akademie der Wissenschaften ausgezeichnet und begründete Makarows Ruf als ausgezeichneten Ozeanografen.
Als Kommandant der Korvette Witjas unternahm er von 1886 bis 1889 eine Weltreise, auf der besonders systematische ozeanografische Forschungen im Nord-Pazifik unternommen wurden.

### Militärische Laufbahn

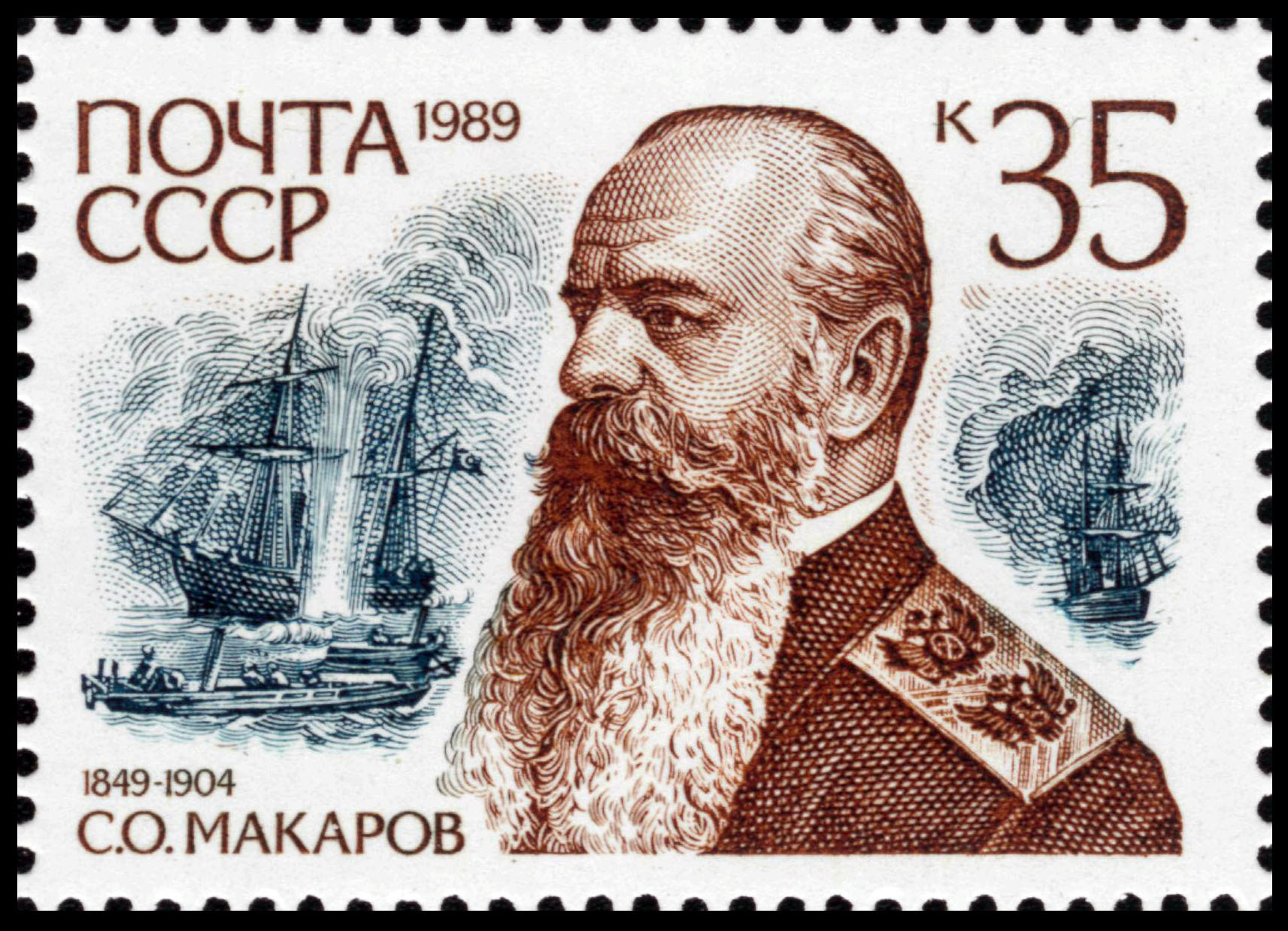
Makarow auf einer sowjetischen Briefmarke (1989)

1890 wurde er zum Konteradmiral befördert und in die russische Ostseeflotte versetzt. Ab 1891 war er zusätzlich Chefinspekteur der russischen Kommission für Marineartillerie. In dieser Funktion förderte er die Entwicklung panzerbrechender Artillerie-Geschosse. Nach der Beförderung zum Vizeadmiral 1896 erschien im folgenden Jahr sein bekanntestes Werk, das Buch „Discussion of Questions in Naval Tactics“ (engl. Titel), das in der Folgezeit in viele Sprachen übersetzt wurde.

### Polarexpeditionen
Ab dem Ende der 1890er Jahre wandte Makarow sein Interesse der Erforschung der Arktis zu. Er galt als ein Vorkämpfer für die Nutzbarmachung des Nördlichen Seeweges. Unter anderem entwarf Makarow einen der ersten Eisbrecher, die Jermak, mit dem er 1898/1899 Fahrten nach Spitzbergen und Nowaja Semlja sowie 1901 nach Franz-Josef-Land unternahm. Als Hydrograph war Wladimir Neupokojew beteiligt.

### Russisch-Japanischer Krieg
Nach Ausbruch der Feindseligkeiten wurde Vizeadmiral Makarow am 1. Februarjul. / 14. Februar 1904greg. zum Befehlshaber des russischen Pazifikgeschwaders ernannt. Er galt in der Flotte als fähiger Admiral, und viele Russen hofften, dass Makarow die Wende im Kriegsverlauf herbeiführen würde. Er selbst hatte den Kriegsbeginn lange vorhergesehen und gewarnt, dass die rückständige russische Flotte einen Konflikt mit der modernen japanischen Marine nicht gewinnen könne.
Am 24. Februarjul. / 8. März 1904greg. erreichte er Port Arthur und begann sofort mit der Durchführung erster Manöver. Bereits zwei Tage nach Übernahme des Kommandos erreichte er ungeahnte Popularität unter den russischen Matrosen, als er zur Rettung zweier Torpedoboote auslief. Die Boote Stereguschy und Reschitelny waren auf dem Rückweg einer nächtlichen Patrouille in den Kampf mit vier japanischen Torpedobootzerstörern (3. TBD-Division) geraten. Makarow wartete nicht die Gefechtsbereitschaft des Geschwaders ab, sondern hisste die Admiralsflagge auf dem kleinen Kreuzer Nowik und fuhr, zusammen mit dem Panzerkreuzer Bajan, dem Feind entgegen. So verhinderte er, dass das sinkende Torpedoboot Stereguschy dem Feind in die Hände fiel, und stärkte die Moral der russischen Matrosen.

### Tod

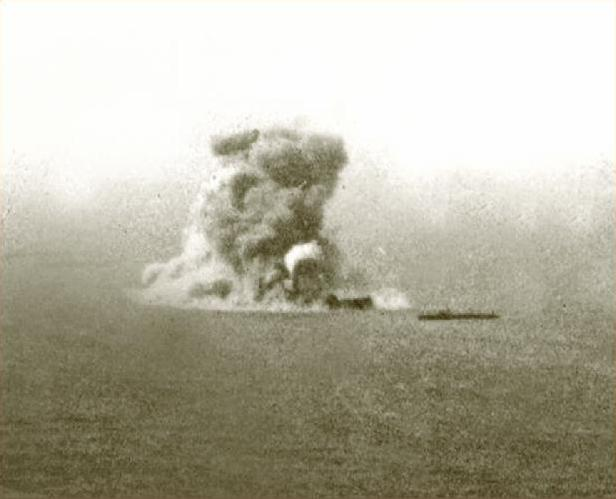
Explosion der Petropawlowsk.

Am Morgen des 31. Märzjul. / 13. April 1904greg. kam er jedoch ums Leben, als sein Flaggschiff, das Linienschiff Petropawlowsk, auf eine japanische Mine fuhr. Durch den Minentreffer explodierten zunächst die Torpedos im Bugraum des Schiffes, anschließend sämtliche Kessel und die Munitionskammer. Das Schiff sank mit Admiral Makarow und fast allen Seeleuten, darunter dem bekannten Maler Wereschtschagin, innerhalb von zwei Minuten. Großfürst Kyrill, ein Cousin des Zaren Nikolaus II. und einer der wenigen Überlebenden des Untergangs, berichtete, dass Makarow bereits während der ersten Explosion auf der Brücke des Schiffes durch ein umherfliegendes Metallteil getötet worden sei.
Makarows Frau erhielt Kondolenztelegramme aus der ganzen Welt, unter anderem von US-Präsident Theodore Roosevelt. Selbst die japanische Regierung würdigte Makarows Leistungen auf dem Gebiet der Ozeanografie.
Am 1. Apriljul. / 14. April 1904greg. wurde Vizeadmiral Nikolai Skrydlow, Befehlshaber der Schwarzmeerflotte, zu seinem Nachfolger ernannt.

### Namensgebung
Am 26. April 1906 lief in La Seyne-sur-Mer der Panzerkreuzer Admiral Makarow vom Stapel.
In seinem Geburtsort ist ihm am linken Ufer des Inhul, kurz vor dessen Einmündung in den Südlichen Bug, ein überlebensgroßes Denkmal gesetzt. Die Straße an seinem Geburtshaus trägt den Namen Makarow-Straße.
Die bekannte Marineakademie in St. Petersburg heißt ihm zu Ehren Admiral-Makarov-Akademie.
Auf Spitzbergen sind der Berg Makarovtoppen und der Gletscher Makarovbreen nach ihm benannt.
1921 erhielt ein sowjetischer Eisbrecher den Namen Stepan Makarov. Der Leichte Kreuzer Nürnberg wurde nach Kriegsende der sowjetischen Marine als Kriegsbeute zugesprochen und 1946 in Admiral Makarow umbenannt. Im Dezember 2017 wurde die Fregatte Admiral Makarow, Nr. 799, (Bauwerft: Yantar, Kaliningrad) an die russische Flotte übergeben.
Der Asteroid (6220) Stepanmakarov wurde ihm zu Ehren nach ihm benannt.

## Leistungen
Makarow war ein vielseitiger Forscher und Autor mehrerer wissenschaftlicher Bücher. Als Seekriegstaktiker und Stratege erkannte er die Rückständigkeit der russischen Marine. Der als außerordentlich fähiger Offizier geltende Makarow setzte sich auch gegen die Widerstände anderer Offiziere für eine radikale Modernisierung der russischen Flotte ein.